# Sztuka koptyjska

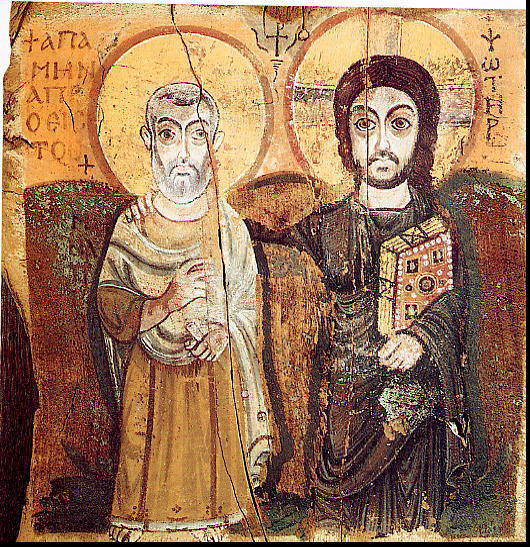
Chrystus i św. Mina, VI-wieczna ikona z Bawit, Egipt, obecnie w Luwrze

Sztuka koptyjska – termin przyjęty dla określenia osiągnięć potomków starożytnych Egipcjan, którzy przyjęli wiarę chrześcijańską już w czasach apostolskich. Nazwę „koptowie” wprowadzili najeźdźcy arabscy w odniesieniu ludności zamieszkującej podbite przez nich tereny Egiptu.
Sztuka koptyjska rozwijała pod wpływem późnoantycznej sztuki hellenistycznej i rzymskiej docierającej z Aleksandrii od III wieku. Początkowo związana była z wyznaniami pogańskimi, a później z religią chrześcijańską. Do najstarszych, zachowanych jej przejawów zalicza się stele nagrobne z Kaum Abu Billu datowane na lata 268–340 oraz reliefy o symbolice chrześcijańskiej (ryba z krzyżem w pyszczku) z Armat w Górnym Egipcie, datowane na IV wiek. Stele z Kaum Abu Billu cechuje ukazanie postaci z profilu, w pozycji stojącej lub leżącej przy jednoczesnych frontalnym ustawieniu głowy. Relief jest płaski.
Na okres IV–V wiek są datowane liczne znaleziska pochodzące z różnych rejonów Egiptu w postaci kamiennych detali architektonicznych, takich jak kapitele, fryzy ozdobione głębokim, nawet ażurowym reliefem. W tym samym czasie powstały odnalezione w Ahnas płaskorzeźby, na których pokazano różne przedstawienia mitologiczne, np. związane z bachanaliami, wizerunek Ledy z łabędziem i inne. Stele nagrobne z tego okresu cechuje stopniowe odchodzenie od dawniejszych proporcji postaci ludzkiej. Relief staje się bardziej schematyczny. Nadal spotykane są stele pogańskie (np. z przedstawieniem składania darów Izydzie). Na stelach chrześcijan pojawiają się postacie zmarłych w postawie oranta, motywy architektoniczne z fasadami budynków i dekoracyjne pasy na brzegach złożone z ornamentów roślinnych lub geometrycznych. Pojawia się także motyw krzyża egipskiego – crux asanta, wywodzący się ze staroegipskiego hieroglifu ankh oznaczającego życie. Ten początkowo pogański, później chrześcijański symbol z czasem utracił religijne znaczenie i przetrwał w sztuce koptyjskiej aż do połowy VII wieku jako stylizowany motyw dekoracyjny w rzeźbiarstwie, malarstwie i tkactwie. Z Egiptu pochodzi też jedyna odnaleziona rzeźba wolnostojąca z wyobrażeniem Jezusa w postaci Dobrego Pasterza (marmurowy posąg znajduje się w zbiorach Muzeum Grecko-Rzymskiego w Aleksandrii). Charakterystyczny jest także zanik stosowania twardych materiałów, tak popularnych w starożytnym Egipcie. Używano najczęściej piaskowców i wapieni, które pokrywano barwną polichromią.
Najstarsze malowidła ścienne związane ze sztuką koptyjską odkryto w pobliżu osady Dajr Abu Hinnis. Datuje się je na IV–V wiek. Pochodzą z przerobionych na kościół grot skalnych, których ściany pokryto utrzymanymi w konwencji antycznej scenami z Nowego Testamentu. Podobne freski odnaleziono w nekropoli Al-Badżawat w oazie Al-Charidża (Charga) na Pustyni Zachodniej.
Architektura sakralna z IV–V wieku związana jest z wpływami sztuki rozwijającej się na terenie Syrii i Palestyny (sztuka wczesnochrześcijańska Wschodu). Przeważają kamienne budowle w kształcie bazyliki. Przykłady takich rozwiązań odnaleziono w Aszmunein (dawniej Hermopolis Magma) oraz w okolicach Sohag, tzw. Biały i Czerwony Klasztor oraz bazyliki w świątyniach: Hathor w Denderze i Amona w Luksorze.
Pierwsze monastyczne klasztory powstały w Egipcie pod koniec IV wieku. Biały Klasztor (Deir-el-Abiad) został zbudowany ok. 440 r. Bazylikę poprzedzono narteksem i zakończono prezbiterium otoczonym z trzech stron absydami (plan trójliścia). Budowlę otaczał potężny mur o pochylonych i zwężających się ścianach. Całość swoim kształtem przypominała starożytne świątynie egipskie. Budowla w czasach późniejszych była przebudowywana, a bazylika nadal służy jako kościół koptyjski. Inną ważną budowlą tego okresu było hypogeum św. Menasa zbudowane na południe od Aleksandrii. Grobowiec później został włączony w trójnawową bazylikę.
Po oficjalnym odrzuceniu przez mnichów kanonów, na których opierała się sztuka hellenistyczna (po soborze chalcedońskim) nastąpił największy rozkwit sztuki koptyjskiej. Przypada on na okres od VI–VIII wieku. Z połączenia wcześniejszych wpływów hellenistycznych, syryjsko-palestyńskich i własnych, rodzimych tradycji egipskich powstają dzieła inspirowane religią chrześcijańską. W architekturze kościoły budowane w osadach i miastach nadal mają absydy, natomiast świątynie monastycznych klasztorów, od połowy VII wieku, zamiast absyd mają trójdzielne prezbiteria zamknięte prostymi ścianami. W pobliżu budowano jednakowe cele. Zanika dekoracja rzeźbiarska w kamieniu. Zastępuje ją relief wykonywany w drewnie oraz przede wszystkim bogate dekoracje malarskie wypełniające całą przestrzeń zdobionej płaszczyzny. Złożone są z ornamentów roślinnych w postaci plecionek, wici, girlandy oraz pejzaży widocznych nad Nilem. Wśród nich krzyże tryumfalne adorowane przez zwierzęta, postacie mnichów i innych osób. Nie ma scen Ukrzyżowania. W absydzie kościoła w klasztorze św. Apollina w Bawit przedstawiona jest scena Wniebowstąpienia, na której Chrystus Pantokrator w aureoli, który unosi się na tęczy podtrzymywanej przez cztery apokaliptyczne istoty, ukazany jest w górnej części obrazu, niżej Matka Boska z Dzieciątkiem pomiędzy apostołami i innymi świętymi. Podobny fresk odnaleziono w klasztorze św. Jeremiasza w Sakkara. Ten typ ikonografii został przejęty i rozbudowany w chrześcijańskiej sztuce nubijskiej.
Malarstwo ikonowe występujące w sztuce koptyjskiej wywodzi się z portretów mumiowych malowanych na cienkich deseczkach techniką enkaustyki lub tempery. Liczba odnalezionych ikon jest niewielka, a datowanie znacznie utrudnione. Tematyka ikon koptyjskich jest odmienna od występujących w sztuce Bizancjum. Bywa też niezrozumiała. W zbiorach Muzeum Koptyjskiego w Kairze przechowywana jest ikona, na której dwóch świętych namalowano z głowami szakala.
Osobną rolę w sztuce koptyjskiej odgrywają tkaniny. Najbogatsze znaleziska pochodzą z Antioche i okolic Fajum. Pasy, koła tkane z barwnych nici były naszywane na lniane tuniki. Najstarsze tkaniny o początkowo ubogiej gamie barw, są zdobione motywami wspólnymi dla sztuki hellenistycznej. Od VI do VIII wieku tkaniny mają coraz bogatsze kolory, a tematyka ornamentów i scen figuralnych jest inspirowana chrześcijaństwem.
Po podboju państwa dokonanego przez Arabów od IX wieku nasiliły się wpływy syryjskie, a później (XII–XIII wiek) muzułmańskie. Zanikają dekoracje figuralne, a ich miejsce zajmują ornamenty ze stylizowanych wzorów roślinnych i geometrycznych, w których dominuje motyw krzyża.
Sztuka koptyjska zaznaczyła swój silny wpływ na sztukę chrześcijańską Nubii, Etiopii i Irlandii.